# Fallschirme der Wehrmacht
Die Fallschirmjäger der Wehrmacht waren im Zweiten Weltkrieg für die Ausbildung und den Einsatz mit Fallschirmen der RZ-Reihe (RZ 1, RZ 16, RZ 20 und RZ 36) ausgerüstet. RZ steht dabei für „Rückenfallschirm Zwangsauslösung“.

## Geschichte

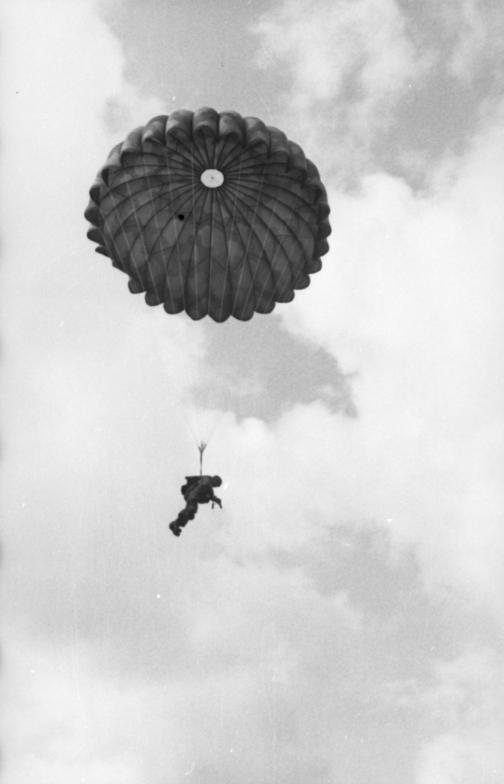
Fallschirmjäger beim Übungssprung, 1943

Mit der Aufstellung der ersten deutschen Fallschirmjägereinheiten widmete man sich sehr intensiv der Suche nach einem geeigneten Fallschirmsystem und Einsatzverfahren für die Soldaten. Dazu wurde auch auf die Kenntnisse der Deutschen Fallschirmgesellschaft in Berlin zurückgegriffen, die bereits seit einigen Jahren Fallschirme testete und weiterentwickelte.
Die Fallschirme für die junge Fallschirmjägertruppe wurden bei der Fallschirmspringerschule in Stendal-Borstel erprobt, wobei dem Technischen Amt des Generalfeldzeugmeisters im Reichsluftfahrtministerium in Berlin und der Luftwaffen-Erprobungsstelle Rechlin die technische Leitung übertragen wurde.
Die Suche nach einem geeigneten Fallschirm orientierte sich zwangsläufig an den formulierten taktischen Grundsätzen im Sprungeinsatz. Die Absetzhöhe sollte möglichst niedrig sein, um die am Fallschirm herabsinkenden Soldaten so kurz wie möglich dem feindlichen Abwehrfeuer auszusetzen. Daher kam nur ein Fallschirm mit Zwangsauslösung in Frage, der den Öffnungsvorgang beim Verlassen des Springers aus dem Flugzeug mittels einer Aufziehleine automatisch einleitete.
Der nach diesen Vorgaben entwickelte Schirm RZ-1 basierte auf einem im Jahre 1921 von Otto Heinecke angemeldetem Patent. Er war der Erste, der die Fallschirmkappe mitsamt den Fangleinen in einen Verpackungssack innerhalb der Packhülle verstaute, an dem die Aufziehleine befestigt war. Beim Sprung zog die am Flugzeug befestigte Aufziehleine den Verpackungssack aus der Packhülle am Rücken des Springers, streckte dabei die Fangleinen und leitete so eine sichere und kontrollierbare Fallschirmöffnung ein, indem der Verpackungssack an der Aufziehleine zurückblieb und die Fallschirmkappe freigab.
Der RZ-1 (Rückenfallschirm Zwangsauslösung 1. Modell) hatte seinen direkten Vorgänger im Rettungsfallschirm 27 II S20 für Piloten und nutzt eine Befestigungsvariante des Schirms am Gurtzeug, die auf dem italienischen Salvatore-Rettungsschirm der 20er Jahre zurückgeht.

## Konstruktion des RZ 1
Die halbrunde Fallschirmkappe war in 28 Bahnen unterteilt und im Scheitelpunkt mit einem Loch versehen, um das Pendeln zu vermindern. Die im Durchmesser 8,5 m messende Kappe hatte eine Gesamtoberfläche von 56 m² und war anfangs aus weißer Naturseide gefertigt. Später bestanden die für den einmaligen Gebrauch gedachten Einsatzschirme oft aus Kunstseide.
Jede Bahn war wiederum in 4 Abschnitte unterteilt, die jeweils aus einem Stück Material geschnitten wurden. Jeder Abschnitt wurde so mit einer vierfachen Naht vernäht, dass die Gewebestruktur einen 45° Winkel zum Fallschirmrand hatte, wodurch die Reißfestigkeit des Materials vergrößert wurde. Jede Bahn war zudem nummeriert und in der 1. Bahn ein Stempel mit Eintragungen zum Fallschirmtyp, Produktionsnummer und -datum, Gewicht sowie der Produktüberprüfung und ein Stempel des Reichsluftfahrtministeriums mit ihrem Inspektionsdatum eingebracht.
Die 28 Fangleinen des Schirmes wurden entsprechend dem Salvator-Baumuster etwa einen Meter über dem Springer zu einem Bund zusammengeführt, von dem sich zwei dickere Seile teilten und am Gurtzeug auf Schulterhöhe befestigt waren. Während die Rettungsschirme der Piloten der Luftwaffe sowohl einen Zentralverschluss vor der Brust hatten als auch die Fangleinen in zwei getrennten Halteseilen an beiden Schultern am Gurtzeug befestigt waren, erhielten die Truppenfallschirme diese, auf den ersten Blick nachteilige, Konstruktion. Die einzelne Gurtverbindung zum Fallschirm hatte aber den Vorteil, dass es nicht zu folgenschweren Fangleinenverdrehungen kommen konnte. Diese waren wegen der geringen Absetzhöhe der deutschen Fallschirmjäger sehr gefährlich. Die Packhülle war mit D-Ringen am Rücken des Soldaten befestigt. Die Fangleinen wurden ohne Packschlaufen in die äußere Verpackung S-förmig eingelegt, was bei einem instabilen Absprung zu einer Öffnungsstörung als Brötchen führen konnte, bei der sich Fangleinen über die Fallschirmkappe legten. Die sechs Meter lange Aufziehleine war rechts am Fallschirm gesichert und lief zwischen den 4 Klappen der Packhülle zum Verpackungssack. Einen Reservefallschirm gab es wegen der zu geringen Absprunghöhe bei keinem deutschen Sprungfallschirm.

## Sprungeinsatz mit dem RZ 1
Im Unterschied zum alliierten – und heutigen – militärischen Standard wurde der Fallschirm vor dem Sprung von jedem Fallschirmjäger der Wehrmacht selber gepackt. Dies verlängerte die Ausbildungszeit in den Fallschirmspringerlehrgängen. Der Packvorgang wurde von allen angehenden Fallschirmjägern während des Fallschirmspringerlehrgangs ausführlich geübt und erfolgte zusammen mit einem Helfer, und es waren regelmäßige Packkontrollen vorgeschrieben.
In der Ausbildung erlernte der maximal 85 kg schwere Fallschirmjäger den Sprung in schneller Folge aus nur circa 120 Meter Höhe aus dem 160–180 km/h schnell fliegenden Transportflugzeug. Gefechtssprünge wurden teilweise auch unter 100 m Höhe durchgeführt, wobei die sichere Minimalsprunghöhe mit 80 m angegeben wird. Der Sprung mit dem RZ 1 und dessen Nachfolger erforderte eine Absprunghaltung, bei der der Fallschirmjäger mit ausgestreckten Armen und geschlossenen Beinen mit einem kräftigen Satz durch die Flugzeugtür aus dem Flugzeug hechtete (Hechtabsprung), um von der Luftströmung der Propeller nicht unter das Flugzeug gedrückt zu werden und um zu verhindern, dass sich der Springer mit den Gliedmaßen in der Aufziehleine oder den Fangleinen verfing. Die Fangleinen wurden bei frühen Modellen in S-Schlägen frei in die äußere Verpackung eingelegt. Die Absprunghaltung minderte auch den Öffnungsstoß des Fallschirms, der insbesondere beim RZ 1 sehr stark war. Nach durchschnittlich 2,3 Sekunden beziehungsweise circa 30 Metern hatte sich der Schirm voll entfaltet.
Nach Öffnen des Schirms hing der Soldat – bedingt durch die hinten auf Höhe seiner Schulterblätter befestigten Fangleinen – nach vorne gebeugt in der Luft. Er hatte dadurch keine Möglichkeit, in die Fangleinen zu greifen, um damit die Richtung in die der Schirm sich drehte zu beeinflussen. Stattdessen sollte der Springer mit Drehungen des Körpers versuchen, sich in den Wind zu drehen, was nur selten gelang. Damit war er dem Wind hilflos ausgeliefert, der ihn oft zu verletzungsreichen Landungen vorwärts zwang. Ab einer Windgeschwindigkeit von 6 m/s wurde daher in der Ausbildung wegen der Verletzungsgefahr nicht mehr gesprungen. Zudem war der RZ 1 sehr pendelanfällig, was durch die geringe Absetzhöhe noch verschlimmert wurde. Trotz dieser Nachteile lag die Verletzungsquote lediglich bei zwei bis drei Prozent, meist waren es Knochenbrüche und Fußverletzungen. Tödliche Verletzungen waren dagegen sehr selten und konnten mit den verbesserten Schirmen der RZ-Reihe weiter vermindert werden.
Ein durchschnittlich schwerer Soldat berührte bei einer Absetzhöhe von 100 Metern nach nur circa 10 Sekunden mit einer Geschwindigkeit von 5 bis 6 m/s den Boden. Die Landung war wiederum durch die schräge Lage des Springers bestimmt und erforderte ein aktives Abrollen nach vorne. Die wochenlange harte körperliche Ausbildung während des Fallschirmspringerlehrgangs war Voraussetzung für die sichere Beherrschung dieses Landeverfahrens. Um die dabei besonders gefährdeten Knie und Ellenbogen der Fallschirmjäger zu schützen, wurden diese mit gepolsterten Schonern ausgestattet, wodurch die Verletzungsrate um mehr als die Hälfte gemindert werden konnte.
Die hohe Sinkgeschwindigkeit des RZ 1 und die akrobatische Landerolle verhinderten das Mitführen von Ausrüstung oder Handwaffen. Anfangs sprangen die Fallschirmjäger nur mit Pistolen und Handgranaten am Mann bewaffnet ins Gefecht, erst im Westfeldzug wurden auch Maschinenpistolen beim Sprung mitgeführt. Die Waffen, Munition, Ausrüstung und Versorgungsgüter wurden in Abwurfbehältern mit Fallschirm abgeworfen. Erst mit den Erfahrungen des Kreta-Einsatzes wurde auch durch neue Fallschirme beim Sprungeinsatz mit Gewehr am Mann gesprungen, die vor der Landung an einem Seil herabgelassen wurden.
Ein weiterer Nachteil des RZ 1 waren die verwendeten Verschlüsse am Gurtzeug. Wegen der anfänglichen Skepsis der Fallschirmjägertruppe waren keine Schnellverschlüsse verbaut, die es ermöglichten, den Fallschirm nach der Landung schnell zu lösen. Stattdessen musste der gelandete Soldat zwei Schiebeschnallen an Brust- und Bauchgurt und Karabinerhaken an jedem Beingurt öffnen, was nicht im Liegen möglich war – und ihn längere Zeit feindlicher Waffenwirkung aussetzte.

## RZ 16

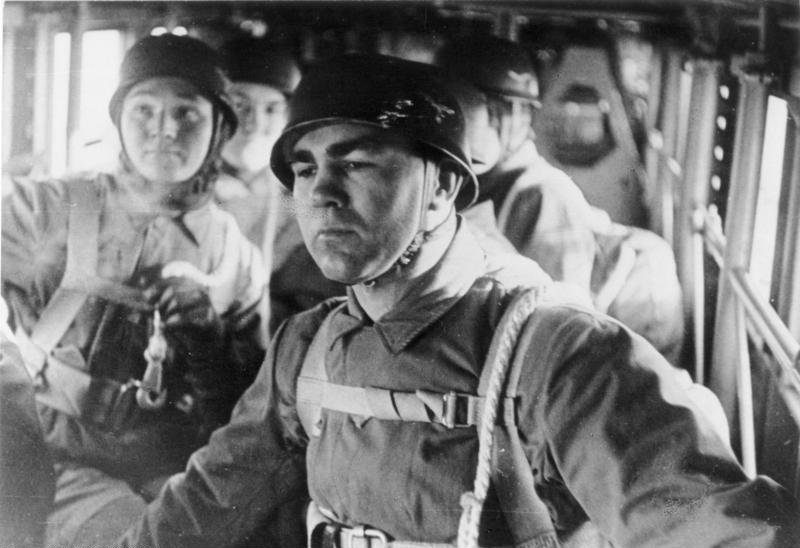
Max Schmeling in Ju 52 mit RZ 16

Neben den unangenehmen Nachteilen des RZ 1 im Sprungeinsatz kam es auch zu einigen fatalen Unfällen. Ein Grund war die so genannte „Brötchen-Bildung“, bei dem sich eine oder mehrere Fangleinen während des Öffnungsvorgangs über die Kappe legen, diese teilen und damit der Fallschirmkappe die Tragfähigkeit nehmen. Verantwortlich dafür waren die lose in den Verpackungssack gelegten Fangleinen – einen Packschlauch oder eine andersartige Innenverpackung mit Packschlaufen für die Fangleinen gab es noch nicht. Beim 1940 eingeführten Nachfolger RZ 16 wurden die Fangleinen deshalb durch Packschlaufen gezogen, wodurch diese durch den Öffnungsvorgang, der durch die sich streckende Aufziehleine eingeleitet wurde, sich der Fallschirm in der gewünschten Reihenfolge streckte, und die Fangleinen jetzt zuerst gestreckt und aus den Packschlaufen gezogen wurden, bevor sich die Kappe entfaltete, dadurch wurde auch der Entfaltungsstoß geringer.
Die großen Nachteile mit dem umständlich zu öffnenden Gurtzeug und der Aufhängung auf Höhe der Schulterblätter blieben aber auch beim RZ 16. Das ist umso erstaunlicher, weil die Rettungsschirme der Luftwaffenpiloten sowohl einen Zentralverschluss vor der Brust hatten, als auch die Fangleinen mit D-Ringen in Gurten an beiden Seiten des Gurtzeugs befestigt waren.
Zu einigen Zwischenfällen kam es, weil die Schultergurte verrutschen konnten, woraufhin dem neuen Gurtzeug mit einem weiteren Gurt auf Höhe der Schulterblätter mehr Stabilität gegeben wurde. Außerdem wurde die Aufziehleine nun horizontal auf die Packhülle verlegt, nachdem sich die Sicherung rechts am Fallschirm als fehleranfällig erwies. Ein weiteres Problem betraf die Zugfestigkeit der Aufziehleine. Wurde ein Springer durch den Luftstrom unter das Flugzeug gedrückt, konnte es passieren, dass scharfe Kanten am Flugzeugrumpf die Aufziehleine beschädigte und diese riss. Später wurde bei allen Fallschirmmodellen die Zugfestigkeit dieses kritischen Bauteils mit 1100 kg mehr als verdoppelt. Die neu produzierten Schirme für den Gefechtssprung hatten eine tarnfarbene Kappe, um die Aufklärung gelandeter Fallschirmjäger am Boden zu erschweren.

## RZ 20

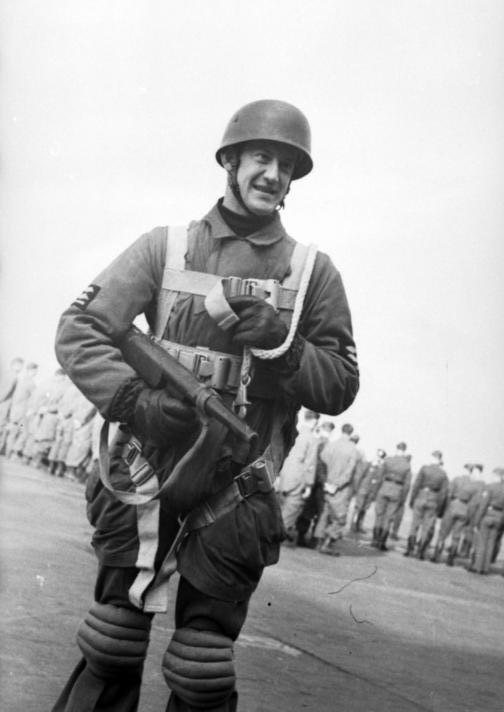
Fallschirmjäger mit angelegtem RZ 20

Erst ein Jahr später wurden mit dem Fallschirmmuster RZ 20 auch endlich die umständlichen Haken und Schnallen durch vier Schnellverschlüsse ersetzt. Der Fallschirm wurde erstmals bei der Luftlandeschlacht um Kreta beim Unternehmen Merkur zusammen mit dem RZ 16 eingesetzt und blieb bis zum Ende des Krieges in Gebrauch. In einem Fallschirmausweis wird die „höchste Gebrauchsgeschwindigkeit“ beim RZ 20 mit 220 km/h angegeben.

## RZ 36
Nachdem im Laufe des Krieges auch sowjetische Fallschirme geborgen und die Vorteile deren Konstruktion untersucht werden konnte, wurde auf diesen Erfahrungen aufbauend der RZ 36 entwickelt. Der größte Unterschied war die 67 Quadratmeter große dreieckige Fallschirmkappe (nach Richard Kohnke auch Kohnke-Dreieckkappe) und ein Gurtzeug mit einem Schnellverschluss und verbesserter Fallschirmaufhängung, so dass der Springer aufrecht landen konnte. Er lieferte einen geringeren Entfaltungsstoß bei weniger Pendelneigung und eine weichere Landung und wurde am 6. Mai 1943 von Dipl.-Ing. Schauenburg zum Patent angemeldet.
Die Dreiecksform soll dem Fallschirm auch etwas Vortrieb gegeben haben. Allerdings war der Schirm kaum zu steuern, weshalb er sich unkontrolliert mit dem Wind drehte und in diesem Fall die Landung mit dem zusätzlichen Fallschirmvortrieb noch gefährlicher wurde. Dies war der Grund, warum viele Soldaten den Dreiecksschirm ablehnten. Der RZ 36 kam beim Unternehmen Stößer während der Ardennenoffensive 1944 vereinzelt zum Einsatz. Auch von einer Kombination des besseren Gurtzeugs mit der Fallschirmkappe des RZ 20 wurde berichtet.

## Produktion und Verwendung
Produziert wurden die Fallschirmkappen der RZ-Serie von der Firma Henking in Berlin und nach deren Umzug 1938 in Seifhennersdorf in Sachsen. Insgesamt sollen 120.000 Schirme produziert worden sein. Während des Zweiten Weltkrieges nutzte nicht nur die deutsche Fallschirmjägertruppe diese Fallschirme, sondern auch die von ihr ausgebildeten Verbände anderer Achsenmächte wie Ungarn, und Bulgarien, die eigene Fallschirmjäger aufgestellt hatten.

## Technische Daten
| Kenngröße                           | RZ 1        | RZ 36       |
| ----------------------------------- | ----------- | ----------- |
| Kappenform                          | rund        | dreieckig   |
| Flächeninhalt                       | 56 m²       | 67 m²       |
| Fangleinen                          | 28          | 44          |
| Max. Flugzeuggeschwindigkeit        | n. b.       | 325 km/h    |
| Sinkgeschwindigkeit bei 100 kg Last | 6,0 m/s     | 5,5 m/s     |
| Mindestabsprunghöhe                 | 80 m        | 100 m       |
| Steuerbarkeit                       | nein        | nein        |
| Packmaße                            | n. b.       | 11 kg       |
| Öffnungsvariante                    | automatisch | automatisch |